# Demet Akalın

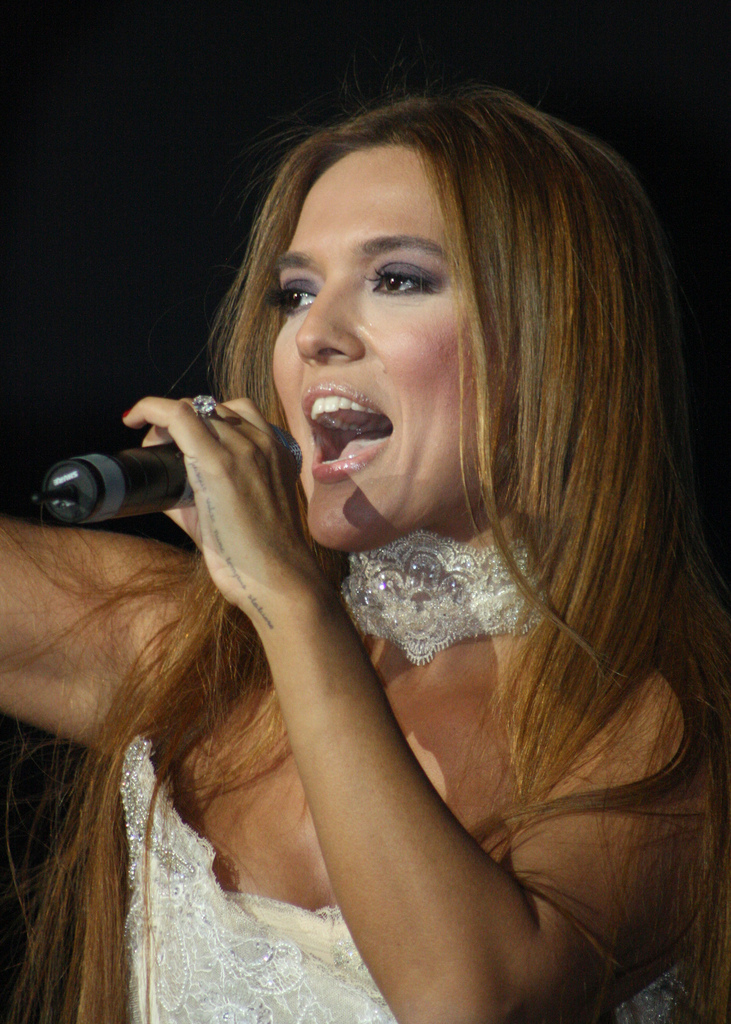
Demet Akalın (2011)

Demet Akalın (* 23. April 1972 in Gölcük) ist eine türkische Sängerin und Model. Sie gehört heute zu den erfolgreichsten Künstlerinnen der türkischen Popmusik.

## Leben
Akalın wurde 1972 in Gölcük im Nordwesten der Türkei geboren. 1990 gewann sie den Schönheitswettbewerb „Miss Mayo“ und arbeitete in der Türkei sechs Jahre lang als professionelles Model. Während dieser Zeit spielte sie auch Hauptrollen in den Filmen Sensiz Olmaz und Tele Anahtar. Im Jahr 1996 stieg sie mit der Veröffentlichung ihres ersten Albums Sebebim in die Musikbranche ein.
2010 heiratete sie Önder Bekensir, jedoch folgte die Scheidung noch im selben Jahr, da Akalın einen Vertrauensbruch seitens Bekensir als Grund nannte. Er solle Konzerteinnahmen auf sein eigenes Bankkonto geschleust haben, woraufhin Akalın die Scheidung einreichte und einen Schadensersatz von ₺300.000 verlangte.
Im Herbst 2011 lernte Demet Akalın Okan Kurt kennen und eine Hochzeit folgte am 23. April 2012. Dies ist das Geburtsdatum von Demet Akalın und war außerdem ihr 40. Geburtstag. Die Hochzeit feierten sie im Çırağan-Palast in Istanbul. Nach sechs Jahren Ehe reichte Akalın 2018 die Scheidung ein, da das Familienunternehmen „Martaş Lojistik“ von Kurts Familie, in das er auch involviert war, sich über die Jahre auf ₺150 Mio. verschuldete und aufgrund der Insolvenz ihr gesamtes Haus ausgeräumt wurde.

## Karriere
Akalın verkaufte von 1996 bis heute mehr als 850.000 Platten in der Türkei. Allerdings gelang ihr erst 2006 der kommerzielle Durchbruch. Das in diesem Jahr veröffentlichte Album Kusursuz 19 verkaufte sich mehr als 150.000 Mal. Vor allem der Song Afedersin wurde sehr erfolgreich. Ein Hit wurde zudem die Single Tatil, welche 2007 erschien und auch in einer Deluxe-Version des Albums Kusursuz 19 erhältlich war. Da ihre Alben und Singles auch in Ländern wie Deutschland, Frankreich oder der Schweiz durch türkische Händler angeboten werden, sind ihre weltweiten Verkaufszahlen unbekannt. Ihre aktuelle Plattenfirma macht hierzu keine Angaben, die Labels, bei denen Demet Akalın davor unter Vertrag stand, ebenfalls nicht. Ihre Plattenfirmen wechselte sie wie folgend: Elenor Plak – Şahin Özer – Peker Müzik – Seyhan Müzik – Doğan Music Company.
Im Januar 2011 kollaborierte sie erstmals mit einem internationalen Künstler. Sie nahm mit dem Rapper Fatman Scoop eine Remix-Version des Liedes Umutsuz Vaka auf. Hierzu wurde auch ein Musikvideo gedreht. Der Titel erreichte allerdings nicht die Charts.
Im folgenden Jahr 2012 veröffentlichte sie mit dem türkischen DJ Erdem Kınay das Lied Rota das Lied kommt mit einem Musikvideo und ist auf dem Konzeptalbum Proje von Erdem Kınay gelistet.
In ihrer bisherigen Musiklaufbahn machte sie mit weiteren zahlreichen Hits wie Bittim, Aşkın Açamadığı Kapı, Bebek, Toz Pembe, Evli, Mutlu, Çocuklu, Tecrübe, Olacak Olacak, Çanta, Türkan, Giderli Şarkilar, İlahi Adalet, Rekor, Koltuk, Ders Olsun, Gölge, Çalkala, Pırlanta, Hayalet, Ah Ulan Sevda, Nazar, Kulüp, Oh Olsun oder Bi Daha Bi Daha auf sich aufmerksam.
Der Song Aşkın Açamadığı Kapı wurde später von Künstlerinnen wie Helena Paparizou oder Goga Sekulić gecovert.

## Öffentliche Wahrnehmung
Sie zählt derzeit fast 6,7 Millionen Follower auf dem sozialen Netzwerk Twitter. Außerdem verfügte sie bis zum recherchierten Zeitpunkt ihrer Deaktivierung auf Facebook über 1,7 Millionen Gefällt-mir-Angaben.
Im Februar 2018 wurde ihr Lied „Ah Ulan Sevda“ durch die TRT gesperrt. Neben ihrem Lied wurden weitere Lieder von populären Künstlern wie Bengü oder Sıla Gençoğlu zensiert. Kein definierter Grund wurde angegeben, aber laut einer kollektiven Liste mit möglichen Gründen, solle das Lied moralisch verwerflich oder mit terroristischen Aktivitäten in Verbindung gebracht werden. Da kein definierter Grund vorliegt und das Lied unter den Möglichkeiten aufgelistet wurde, kann man nicht eindeutig sagen, was gemeint sein soll. Die Sängerin reagierte darauf wie folgt: „Allah Allah, neden ve nasıl yasaklanmışım!? Doğru mu TRT?“ (dt. „Allah, Allah, warum [Motiv] und wieso [Ursache] wurde ich verboten? Soll das wahr sein TRT?“).

### Kontroverse
Akalın ist bekannt für ihr hochmütiges Image und sorgte für öffentlich diskutierte negative Schlagzeilen in der Türkei. So zeigt sie öfter ihre Antipathie gegen Menschen aus Diyarbakır. Eine öffentlich diskutierte Abneigung zeigte sie auf einem Konzert in Bodrum im Jahr 2008, wo sie ihr Konzert pausierte, sich an ihr zurückhaltendes und ununterhalten-wirkendes Publikum wendete und sagte: „Seid ihr aus Diyarbakır gekommen oder einen Berg hinuntergerollt?“ Nach einem Shitstorm äußerte sie sich wenige Tage später, dass sie dies nicht so gemeint habe und sich auf einen Insider-Scherz berufen hätte. Im Jahr 2018 folgte jedoch eine weitere Eskapade, indem sie Kinder (ohne ihre Identität zu kennen), die Taschentücher auf der Straße verkauften, als „lästige Fliegen“ bezeichnete und zynisch fragte, ob sie aus Diyarbakır kämen. Der schlechte Umgang mit auf der Straße arbeitenden Kindern kam auch nach einem Diskobesuch im Jahr 2008 als negative Schlagzeilen in die Presse, als sie einem Jungen, der auf ihr Auto aufpasste, Geld in die Hand drückte und ihm „Al! Defol! Git!“ sagte, was wortwörtlich übersetzt „Nimm! Hinfort mit dir! Verschwinde!“ bedeutet, wobei „Defol“ in diesem Kontext extrem negativ behaftet ist und sinngemäß eher „Hau ab“ bedeuten würde.

## Filmografie
Filme
- 1992: Günlerden Pazar
- 1994: Sensiz Olmaz
- 1994: Tele Anahtar
- 2016: Osman Pazarlama

Serien
- 1998: Sibel
- 2006: En İyi Arkadaşım
- 2007: Avrupa Yakası
- 2011: Yıldız Masalı

TV-Shows
- 2007: Daha Ne Olsun
- 2010: Evlilik Hayatı
- 2020/21: Demet ve Alişan ile Sabah Sabah
- 2021: Gelinim Mutfakta

## Auszeichnungen
- 2006: Kral Türkiye Müzik Award in der Kategorie Song des Jahres (für Aşkın Açamadığı Kapı)
- 2007: Kral Türkiye Müzik Award in der Kategorie Song des Jahres (für Afedersin)
- 2007: Altın Kelebek Award in der Kategorie Beste Pop-Sängerin
- 2007: Kral Türkiye Müzik Award in der Kategorie Beste Pop-Musikerin
- 2008: Kral Türkiye Müzik Award in der Kategorie Beste Pop-Musikerin
- 2013: Kral Türkiye Müzik Award in der Kategorie Song des Jahres (für Türkan)
- 2013: Altın Kelebek Award in der Kategorie Song des Jahres (für Türkan)

## Preise
| Jahr | Preisgeber      | Original        | Kategorie      |
| ---- | --------------- | --------------- | -------------- |
| 2009 | Politik Magazin | Siyaset Dergisi | Beste Sängerin |